# Tom Kindness

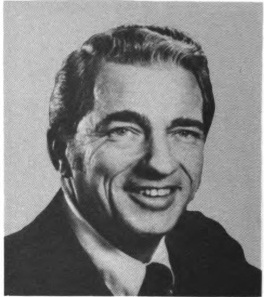
Tom Kindness (1981)

Thomas Norman „Tom“ Kindness (* 26. August 1929 in Knoxville, Tennessee; † 8. Januar 2004 in Exeter, England) war ein US-amerikanischer Politiker. Zwischen 1975 und 1987 vertrat er den Bundesstaat Ohio im US-Repräsentantenhaus.

## Werdegang
Tom Kindness besuchte bis 1947 die Glendale High School in Kalifornien und studierte danach bis 1951 an der University of Maryland in College Park. Nach einem anschließenden Jurastudium an der George Washington University und seiner 1953 erfolgten Zulassung als Rechtsanwalt begann er in diesem Beruf zu arbeiten. Zwischen 1957 und 1973 war er als Berater (Assistant Counsel) für die in Hamilton ansässige Papierfabrik Champion International Corp. tätig. Zwischen 1964 und 1967 amtierte er als Bürgermeister von Hamilton. Dort saß er bis 1969 auch im Gemeinderat. Politisch schloss er sich der Republikanischen Partei an. Zwischen 1971 und 1974 war er Abgeordneter im Repräsentantenhaus von Ohio. Außerdem nahm er als Delegierter an mehreren lokalen Parteitagen der Republikaner in Ohio teil.
Bei den Kongresswahlen des Jahres 1974 wurde Kindness im achten Wahlbezirk von Ohio in das US-Repräsentantenhaus in Washington, D.C. gewählt, wo er am 3. Januar 1975 die Nachfolge von Walter E. Powell antrat. Nach fünf Wiederwahlen konnte er bis zum 3. Januar 1987 sechs Legislaturperioden im Kongress absolvieren. 1986 war er einer der Abgeordneten, die mit der Durchführung eines Amtsenthebungsverfahrens gegen den Bundesrichter Harry E. Claiborne betraut waren. Im selben Jahr verzichtete er auf eine weitere Kandidatur. Stattdessen strebte er erfolglos die Nominierung seiner Partei für die Wahlen zum US-Senat an. 1990 kandidierte er noch einmal in den Kongressvorwahlen seiner Partei, verlor aber gegen John Boehner. Er starb am 8. Januar 2004 im englischen Exeter.